# Silvolde
Silvolde – wieś w Achterhoek, część gminy Oude IJsselstreek.